# Papa et moi
Papa et moi (Me and My Girl) est une série télévisée britannique diffusée du 31 août 1984 au 4 novembre 1988 sur le réseau London Weekend Television. 
En France, la saison 1 a été diffusée à partir du 1er janvier 1985 sur TF1. Rediffusion de juillet 1990 à août 1990 dans Les Comédies de La 5 sur La Cinq.  Rediffusion partielle à partir du 13 décembre 1995 dans le Club Dorothée sur TF1.

## Distribution
- Simon Harrap (Richard O'Sullivan)
- Samantha 'Sam' Harrap (Joanne Ridley)
- Nell Cresset (Joan Sanderson)
- Derek Yates (Tim Brooke-Taylor)
- Madeleine 'Maddie' Dunnock (Leni Harper)
- Isobel McClusky (Sandra Clarke)
- Liz (Joanne Campbell)